# Philippe Van Tieghem
Philippe Édouard Léon Van Tieghem (19. april 1839 – 28. april 1914) var en fransk botaniker.
Van Tieghem, der var professor i botanik ved Muséum d'histoire naturelle, har på de forskelligste områder inden for botanikken leveret en række fremragende arbejder. Han begyndte med undersøgelser over de organiske stoffers gæring under indflydelse af mikroorganismer (Recherches sur la fermentation de l’urée et de l’acide hippernique 1864 og andre arbejder), og beskæftigede sig derefter med lavere svampes fysiologi og udvikling.
Men også over højere planters fysiologi og anatomi har Van Tieghem udgivet adskillige værker. Meget kendt og benyttet blev hans lærebog: Traité de botanique (1880; nyt oplag 1889—91). I de seneste år beskæftigede han sig især med planternes systematik og gav en ny inddeling af planteriget (Elements de botanique; 4. oplag 1906), særlig på grundlag af planteæggets betydning for slægtskabsforholdene.